# Klakring Kirke
Klakring Kirke er en kirke fra 1200-tallet opført i romansk stil, beliggende i Klakring, Hedensted Provsti. Den gennemgik en større ombygning i 1860'erne, hvor der bl.a. blev tilføjet et lille tårn og våbenhus.

## Inventar
Kirken har en romansk døbefont i granit med tovornamentik. Prædikestolen er fra 1625.

## Eksterne kilder og henvisninger
- Hedensted provsti Arkiveret 14. oktober 2013 hos  Wayback Machine
- Juelsminde Turistforening – Klakring Kirke (Webside ikke længere tilgængelig)
- Klakring Kirke hos KortTilKirken.dk
- Klakring Kirke i bogværket Danmarks Kirker (udg. af Nationalmuseet)

- Wikimedia Commons har flere filer relateret til Klakring Kirke